# ミッドウィンター祭
ミッドウィンター祭（Midwinter Day、ミッドウィンターさい）または単にミッドウィンターとは、毎年南半球での冬至（北半球では夏至）に当たる6月20日または6月21日に南極大陸のあちらこちらで開催される記念日、またはその日に開催される祝祭のことである。ミッドウィンター祭の日は南極大陸において最も重要な記念日であり、南極の日と並んで、南極大陸における2つの主要な記念日の1つでもある。ミッドウィンター祭は南極観測基地で越冬を行っている人のための祝祭であるが、同様にして南極にいない人もこれを祝う場合がある。

## 歴史
南半球での冬至に相当する日に初めて南極に滞在していたのは1898年のRV ベルギカの乗員であったが、ベルギカの乗員がミッドウィンター祭を祝う何らかの活動を行ったという記録は残っていない。一般的にミッドウィンター祭を祝う伝統を始めた人物として位置づけられることが多いのは、1902年6月23日にクリスマスを忠実に模倣した「ミッドウィンター祭」を開催したロバート・スコットと、ディスカバリー遠征の遠征隊員らである。隊員らはクリスマス料理を作って食べ、「クリスマスのように見える」飾りつけを配備地点に施した。そして、探検に出発する前に買い、この日のために保存してあった「クリスマスプレゼント」を開封した。南極探検の英雄時代の他の探検家たちもこの伝統を続けた。ニムロド遠征、テラノバ遠征、オーストラリア南極遠征、帝国南極横断探検隊の隊員は皆、ミッドウィンター祭をご馳走、飾り付け、パフォーマンスなどによって祝福した。ディスカバリー遠征より遅い時期に行われたこれらのミッドウィンター祭の祝福はもはやクリスマスを模倣したものではなかったが、彼ら自身の権限において「ミッドウィンター祭」という記念日を創設したものと考えることができる。 
第二次世界大戦後になり、南極大陸に通年観測を行う基地が数個設立されると、戦前よりかなり多くの人々が南極大陸で冬を過ごすようになった。これに伴い、ミッドウィンター祭は大陸規模の行事に拡大した。しかし、ミッドウィンター祭を祝う方法や、どの程度祝われるかについては基地によってかなりばらつきが見られる。

## 伝統

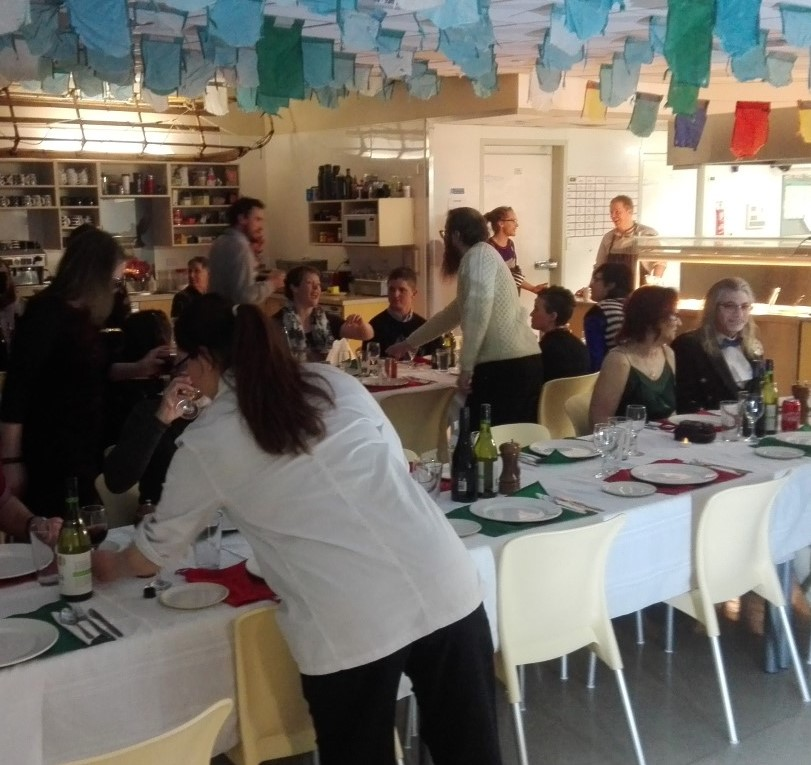
南極大陸のスコット基地におけるミッドウィンター祭の晩餐会

ミッドウィンター祭の祝福の中心を占めるのは食事である。基地ではしばしば、高級な食材を使ってマルチコースの食事が調理され、振る舞われる。現在でも冬場に食料の再供給を受けられることはまれであるため、ミッドウィンター祭でのコース料理に使われる食材のほとんどはミッドウィンター祭のために基地に数か月間保存されていたものである。ミッドウィンター祭のような行事のために、毎年夏に行われる基地への食糧の供給ではアルコール飲料やロブスター、リブロースステーキなどの高級な食材が含まれているのが普通である。かつてはペンギンやアザラシなどの現地の動物を狩猟して食することも多かったが、現在では南極条約により、南極の野生動物を捕獲することは違法となっている。料理の他に、基地では通常ミッドウィンター祭の一部として、ギャラリーの飾り付けが行われる。かつても現在も、これらの祝祭の一部として、南極の旗が頻繁に使用される。ミッドウィンター祭の際には、通常よりかしこまった服装をする基地関係者も多い。いくつかの基地では、プレゼントの交換も同様に行われる。

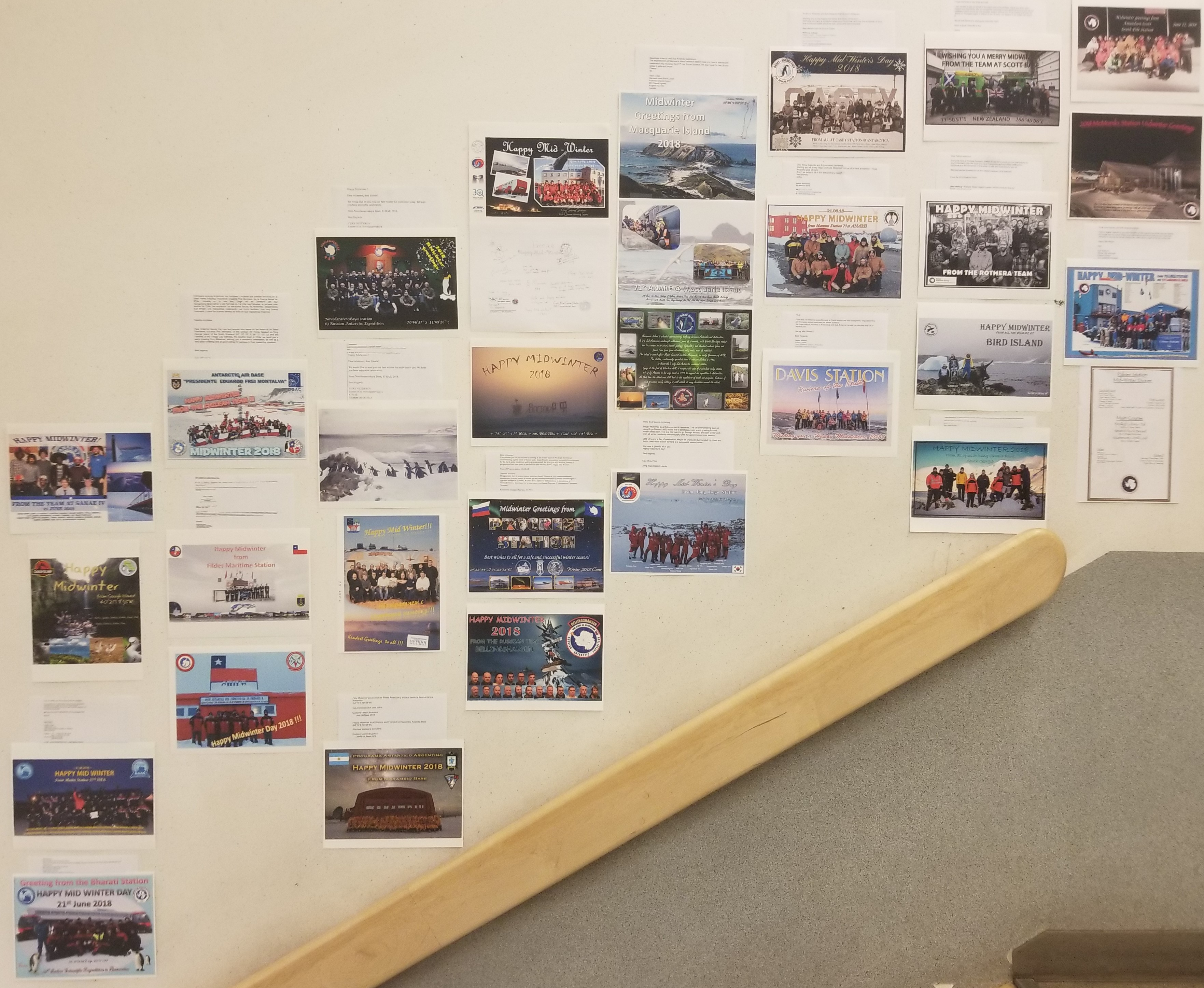
マクマード基地の壁に貼り付けられた、ミッドウィンター祭を祝う他の基地からの手紙。

他に長く続いている伝統としては、越冬をしている人々の間で挨拶状を交換することが挙げられる。アメリカ合衆国大統領やイギリスの首相といった国家元首も、それぞれの国の基地に挨拶状を送る。今日では、ミッドウィンター祭が祝われる最初の数日間に、基地にいる人が音楽、ダンス、演劇といったパフォーマンスを行うことも多くなっている。
いくつかの基地では彼らのいる場所または基地を管理している国においては独特の方法でミッドウィンター祭を祝福している。イギリスの基地では、BBCワールドサービスが特別に制作した番組が放映された。マクマード基地ではそれぞれのミッドウィンター祭にテーマを制定している。例えば、「海の中で」や「エンデュアランス」などである。いくつかの基地では、時には裸で寒中水泳やランニングが行われる場合がある。いくつかの場所では、ミッドウィンター祭の初日にベッドの中で朝食をとる場合がある。さらに、多くの基地でミッドウィンター祭の最中に雪中での遭難に関するホラー映画を視聴することも伝統となりつつある。視聴されるホラー映画としては、『シャイニング』や『遊星からの物体X』などが挙げられる。

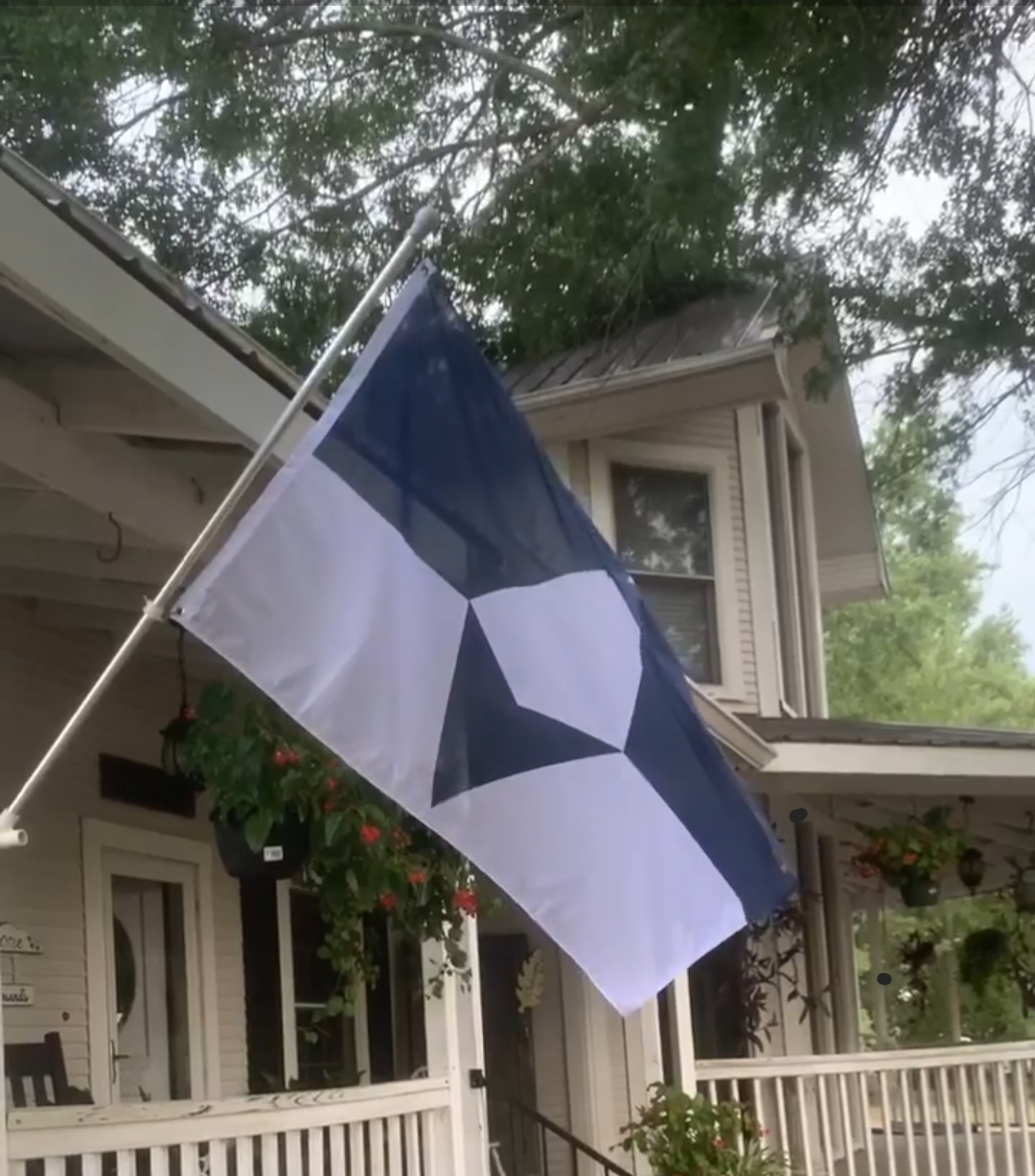
アメリカ合衆国で、南極でのミッドウィンター祭に相当する日に家の外に掲げてある南極の旗。

## 南極の外での祝福
南極の日が南極よりも南極の外で祝われることが多いのに対して、ミッドウィンター祭は第一に南極大陸において祝われる。しかし、南極大陸以外の大陸にいる一部の人、特にかつて南極での越冬プログラムに参加したことのある人はソーシャルメディアに南極の写真を投稿したり、友人や南極での同僚と集まったりしてミッドウィンター祭を祝う場合がある。